# アブドゥル・マナフ・ママト
アブドゥル・マナフ・ママト（マレー語: Abdul Manaf Mamat、1987年4月8日 - ）は、マレーシアのサッカー選手。マレーシア代表。ポジションはFW。

## クラブ歴
トレンガヌFAの下部組織出身で、2008年にトップチームに昇格した。2011年にはピアラFAマレーシアの決勝戦でケランタンFAを破り初タイトルを獲得した。また、同年のマレーシアカップでも6得点の活躍をしたが、決勝戦でヌグリ・スンビランFAに敗れてタイトル獲得はならなかった。
2015年12月5日にケランタンFAへの移籍が発表された。

## 代表歴
U-23代表としては北京オリンピックサッカーアジア予選で日本U-23代表と戦った。また2009年東南アジア競技大会のメンバーとしてラヤゴパル・クリシュナサミ監督に招集され、カンボジアU-23代表戦で1得点を挙げた。
A代表では2009年8月に行われたサウジアラビア代表戦で初出場した。初得点となったのはレソト代表戦で、この試合で2得点を挙げたものの以降の得点はない。

## 個人成績
代表での得点一覧
| #        | 日附          | 場所                                           | 対戦相手   | 得点     | 結果     | 大会                     |
| U-23代表 | U-23代表      | U-23代表                                       | U-23代表   | U-23代表 | U-23代表 | U-23代表                 |
| -------- | ------------- | ---------------------------------------------- | ---------- | -------- | -------- | ------------------------ |
| 1.       | 2009年12月8日 | ヴィエンチャン・アヌウォン・スタジアム         | カンボジア | 1-0      | 4-0      | 2009年東南アジア競技大会 |
| A代表    |               |                                                |            |          |          |                          |
| 1.       | 2009年9月11日 | プタリン・ジャヤ・プタリン・ジャヤ・スタジアム | レソト     | 3-0      | 5-0      | 親善試合                 |
| 2.       | 2009年9月11日 | プタリン・ジャヤ・プタリン・ジャヤ・スタジアム | レソト     | 5-0      | 5-0      | 親善試合                 |

## タイトル

### クラブ
トレンガヌFA
- ピアラFAマレーシア: 2011

### 代表
- 東南アジア競技大会: 2009
- 東南アジアサッカー選手権:

準優勝: 2014